# Korinthischer Krieg
Im Korinthischen Krieg (395–387 v. Chr.) kämpften Argos, Athen, Theben und Korinth ergebnislos gegen Sparta. Kriegsgrund war die Enttäuschung der spartanischen Bundesgenossen Theben und Korinth darüber, dass ihre Interessen nach dem Ende des Peloponnesischen Krieges nicht berücksichtigt wurden. Zusammen mit den ehemaligen Gegnern Athen und Argos stellten sie sich Sparta in den Weg, welches bestrebt war das Erbe der athenischen Hegemonie in der Ägäis anzutreten. Gleichzeitig kam es auch in Kleinasien zu Kampfhandlungen zwischen Sparta und dem persischen Achämenidenreich (Spartanisch-persischer Krieg), da die Spartaner sich nun weigerten, die dortigen griechischen Städte an Persien abzutreten, wie es noch im Vertrag von 412/11 v. Chr. vorgesehen war. 
Zunächst gelang es den Thebanern, die Spartaner 395 v. Chr. in Böotien von der Besetzung der Stadt Haliartos abzuhalten (Schlacht von Haliartos). Bei diesem Überfall kam der spartanische Kriegsheld und Feldherr Lysander zu Tode. Andererseits wurde der Vormarsch der gegnerischen Koalition auf die peloponnesische Halbinsel von Sparta 394 v. Chr. in der Schlacht von Nemea gestoppt. Zudem gelang Sparta unter seinem König Agesilaos II. noch im gleichen Jahr ein Sieg bei Koroneia am Helikon. Agesilaos wurde dabei schwer verwundet und musste nach Sparta zurückkehren. Die Athener waren derweil durch die Rivalität ihrer Feldherren Konon und Thrasybulos geschwächt. Es folgten verschiedene kleinere Feldzüge vor allem im Gebiet der Stadt Korinth durch die Spartaner, die u. a. zur Schlacht von Korinth führten, bis die Stadt 390 v. Chr. von einer athenischen Entsatzarmee unter Iphikrates vorerst gesichert werden konnte, der die Spartaner in der Schlacht bei Lechaion schlug. Der Krieg endete durch das Eingreifen Persiens, das, nun mit Sparta verbündet, über den Athener Hafen Piräus eine Seeblockade verhängte, sodass Athen, wie zu Ende des Peloponnesischen Krieges, die Friedensbedingungen annehmen musste, die diesmal von Persien diktiert wurden. 
Letzten Endes profitierte Persien von der allgemeinen Schwächung der Kriegsparteien. Es betrieb eine geschickte Schaukelpolitik und sorgte dafür, dass im Königsfrieden (auch Antalkidasfrieden), der den Krieg schließlich 387 v. Chr. beendete, vor allem seine eigenen Interessen Berücksichtigung fanden. Während im griechischen Mutterland im Wesentlichen der Status quo ante festgeschrieben wurde, mussten die Griechen den Persern, die als Garantiemacht des Friedens auftraten, die Oberhoheit über die kleinasiatischen Griechenstädte zugestehen.